# JJ20世界巡迴演唱會
JJ20世界巡迴演唱會（英語：JJ20 World Tour），是新加坡男歌手林俊傑的出道20週年巡迴演唱會，亦是其第6次大型巡迴演唱會。該巡演由就是俊傑音樂出品，臺北音樂全程统筹，於2022年11月4日至5日在新加坡國家體育場启航，历时两年，巡回40个城市，演出77场，累计动员260万观众，在重庆市奥体中心体育场结束。接着于2024年12月开启延伸升级版「JJ20 FINAL LAP世界巡迴演唱會」，最终于2025年7月在北京国家体育场圆满收官。巡演的常駐表演嘉賓為蔡宥綺。
自2022年11月在新加坡首演以来，林俊杰的出道20周年巡演「JJ20」便获得了极高的评价。英国权威杂志《TPi》评价其为「高水准的视听飨宴」。巡演舞美设计荣获美国缪思大奖、瑞士LIT照明设计奖、伦敦设计奖和法国设计奖。巡演先后于新加坡国家体育场、马来西亚吉隆坡武吉加里尔国家体育场、中国北京国家体育场举行，使林俊杰成为首位连续在新加坡、马来西亚、中国国家体育场开唱的男歌手。在全球各地的演出场次均场场爆满，屡创票房新高。多次登上Pollstar和公告牌等权威媒体的数据报告，亦名列前茅。2023年前往北美举办的9场演出，是华语歌手在北美进行的最大规模巡演，其中在西雅图和纽约巴克莱中心门票全部售罄，亦创造华语流行音乐的新纪录。在中国大陆的场次，「JJ20」依旧热度爆表，在票务网站想看人数一路飙升，刷新和创造了北京、青岛、郑州、厦门、重庆等多个城市的最高记录。

## 背景
|                      | 沒想到一轉眼，就在籌備出道20周年的巡回演唱會！感覺這一路來有點夢幻，所以希望把這次的演唱會打造成屬於歌迷的一個夢幻旅程 |
| ——林俊傑分享心情[12] | |
2022年5月，林俊傑在官方社群無預警宣布將舉辦「JJ20世界巡迴演唱會」。2022年對他來說有著深刻意義，明年正是他出道的滿20年，在這20年的音樂之旅，他創造了無數經典，至今共發行了14張專輯，更締造許多難以被超越的成績，令其被譽為新加坡的驕傲，亦是華語樂壇中無可替代的唱作天王。20年對林俊杰來說是個不容易的里程碑，而「JJ20世界巡迴演唱會」更是在許多一路支持的歌迷的見證下因而誕生。

## 發展

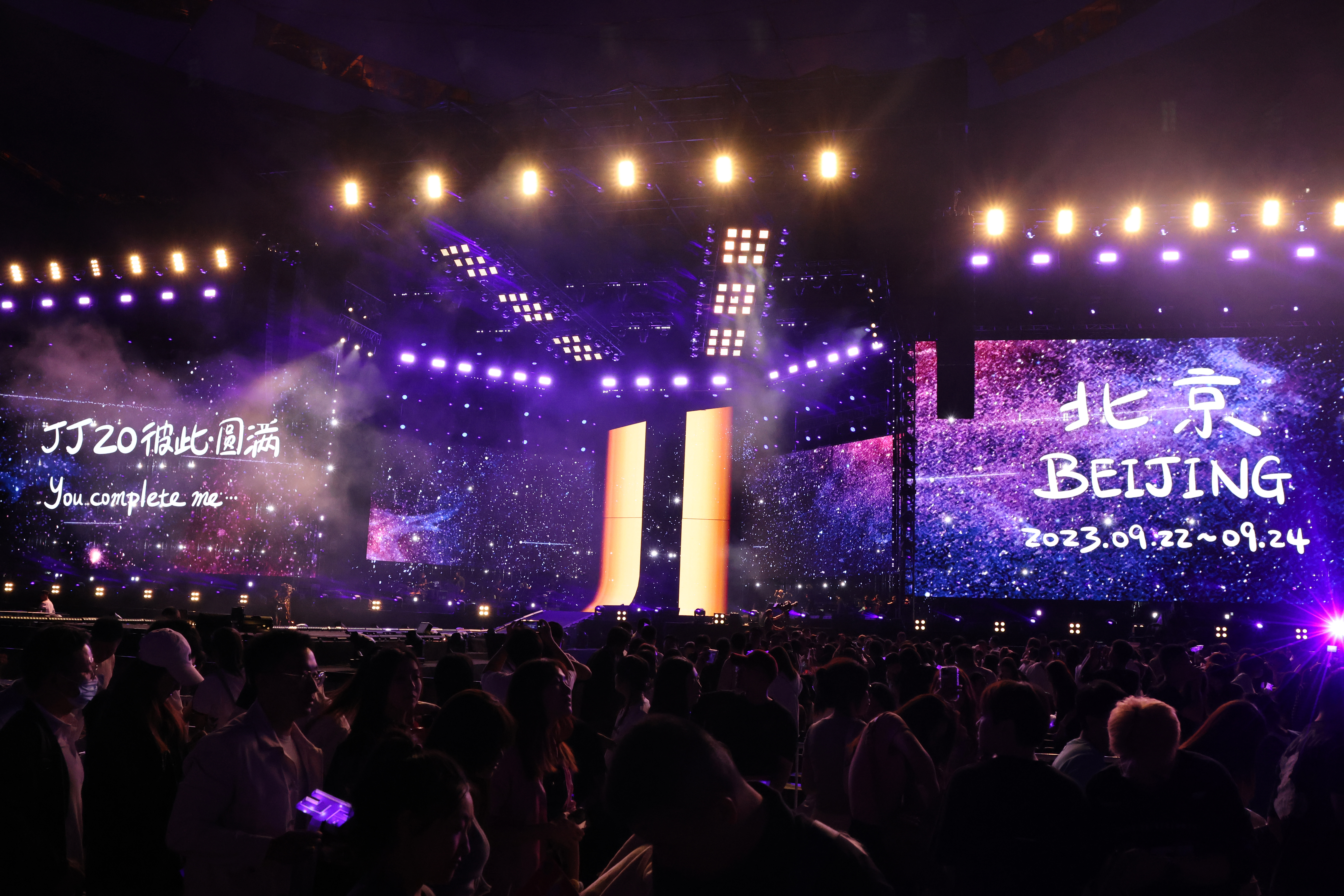
JJ20世界巡回演唱会 北京站

2022年7月12日，林俊傑在社群平台官宣正式啟動「JJ20世界巡迴演唱會」，並公開演唱會海報視覺以及首波城市和地区。同年11月4日至5日，巡演於新加坡國家體育場正式揭開序幕，絕美的視訊、燈光、舞台，加長型的LED屏幕完美呈現「JJ20」的世界，此外，宣布推出新人蔡宥綺；12月3日至4日，巡演登陆桃园国际棒球场开唱，是其出道20年首度在台湾戶外體育場舉辦個人演唱會。随后在吉隆坡举行，顺利完成了于亚洲的首轮演出。
2023年1月28日起，「JJ20世界巡迴演唱會」在北美展开，在近一个月内巡回6个城市，原定演出6场的巡演，由於觀眾反應熱烈而频频加场，最终加开至9场，成为北美最大规模的华人歌手巡演。3月，香港站一连两周于中环海滨活动空间上演，共演出6场，创造了林俊杰演唱会单站连开数及动员人数的最高记录。4月，巡演相继于澳洲和欧洲举办，其中伦敦站原定2场，林俊杰在4月30日首场演出被现场气氛感动之后提议加开5月2日第3场，于是团队积极协调所有相关单位及人员，确认加场并于第2天开始售票，开售24小时后即演出，最终完成史无前例的3场演唱会。
2023年6月7日，林俊杰通过社群平台官宣2023年下半年的场次信息，预告巡演将持续在中国大陆进行。8月19日至20日，巡演新一季从上海虹口足球场出发，是其时隔17年再度回到该场馆开唱。9月22日起，「JJ20」连续3晚唱响北京「鸟巢」国家体育场，累积18万观眾欣赏，创下个人出道20年新纪录。12月9至10日，巡演2023年度收官场在南宁广西体育中心体育场呈现，两晚演出在接近尾声时，林俊杰特意为歌迷们准备了无人机表演，与超8万歌迷共谱浪漫紫海年度最终章。
2024年1月6日，林俊杰通过社群平台官宣巡演2024年度最新场次，公布了巡演2024年上半年中国大陆十城场次信息。3月9日至10日，2024年度巡演从成都东安湖体育公园体育场揭开序幕，以重金升级版的舞台机关，呈现更震撼的观赏体验。3月16日至17日，巡演“进阶”到杭州奥体中心体育场「大莲花」开唱，两晚累计12万歌迷一起见证和解锁“首位在大莲花连唱的歌手”新纪录。2024年6月18日，JFJ Productions官宣巡演2024年下半年终版场次信息，除了将持续在中国大陆进行外，巡演也将首次开往雅加达、东京和曼谷。7月6日至7日，巡演于兰州奥体中心玫瑰体育场开唱，为庆祝林俊杰演艺生涯第200场个人线下演唱会，现场不仅首次演唱了新歌，还为兰州站特别安排了限定造型服装和钢琴弹唱环节。11月1日至3日，巡演收官场于重庆市奥体中心体育场连唱三晚，累计超过12万观众进场，为「JJ20」画上完美句点。
继11月初在重庆连续三晚的表演为「JJ20」巡演落下帷幕，林俊杰火速回归，宣布正式启动巡演的最终回 “JJ20 FINAL LAP世界巡回演唱会”，在全球范围内展开，还将首次把演唱会带到波士顿、旧金山、首尔等城市。

## 演出设计

### 海报设计
演唱會的海報視覺，整個主視覺色調使用了林俊傑與歌迷間專屬的紫色，壯觀的背景則是藝術家結合「JJ20」演唱會舞台的元素，運用3D CGI技術設計，打造這20年來的旅途。而視覺畫面中迎面而來的林俊傑，不僅代表著這20年來堅持走在這條路上，也是他歸向舞台的步伐。同时呼應林俊傑出道的首張專輯《樂行者》封面，意味著出發的起點，同時也象徵著林俊傑對於音樂的初衷，而當初身後的月亮，成為了林俊傑與歌迷之間超越時空的蟲洞，用此刻的彼此，來紀念一起走過的20年，並且一起迎接嶄新的旅程。

### 舞台设计
20年是时间累积和心灵成长转变的迢迢长路，JJ20的舞台设计以 "路 (Road)" 为核心概念，采用垂直和弧线的立面LED屏呈现，由远而近、由上而下延续至地屏，不对称的画面表达正在前行的动态感受。舞台正中间保留了一道能让“虚实并存”的深度空间，这空间可以说是一条未知的筑梦之路，借由LED屏的前后层次将舞台拉出一段深度，创造画面叠加的效果。 结合林俊杰英文名「JJ」的符号意象，明确这是一条林俊杰的音乐路，是一个为了林俊杰设计的舞台空间。
LED屏以多面横向、JJ纵向长条延伸至观众席，当机关在不同时间和高度上升时，可与舞台正中间的长条空间互相搭配，呈现多种非动画呈现的实体视觉空间感。在地屏的末端设计了两座旋转摇臂升降平台。 除了单独的升降和旋转使用外，在画面的终极使用上要让两座升降在台前连接成一条崭新的路的画面感。

### 节目制作

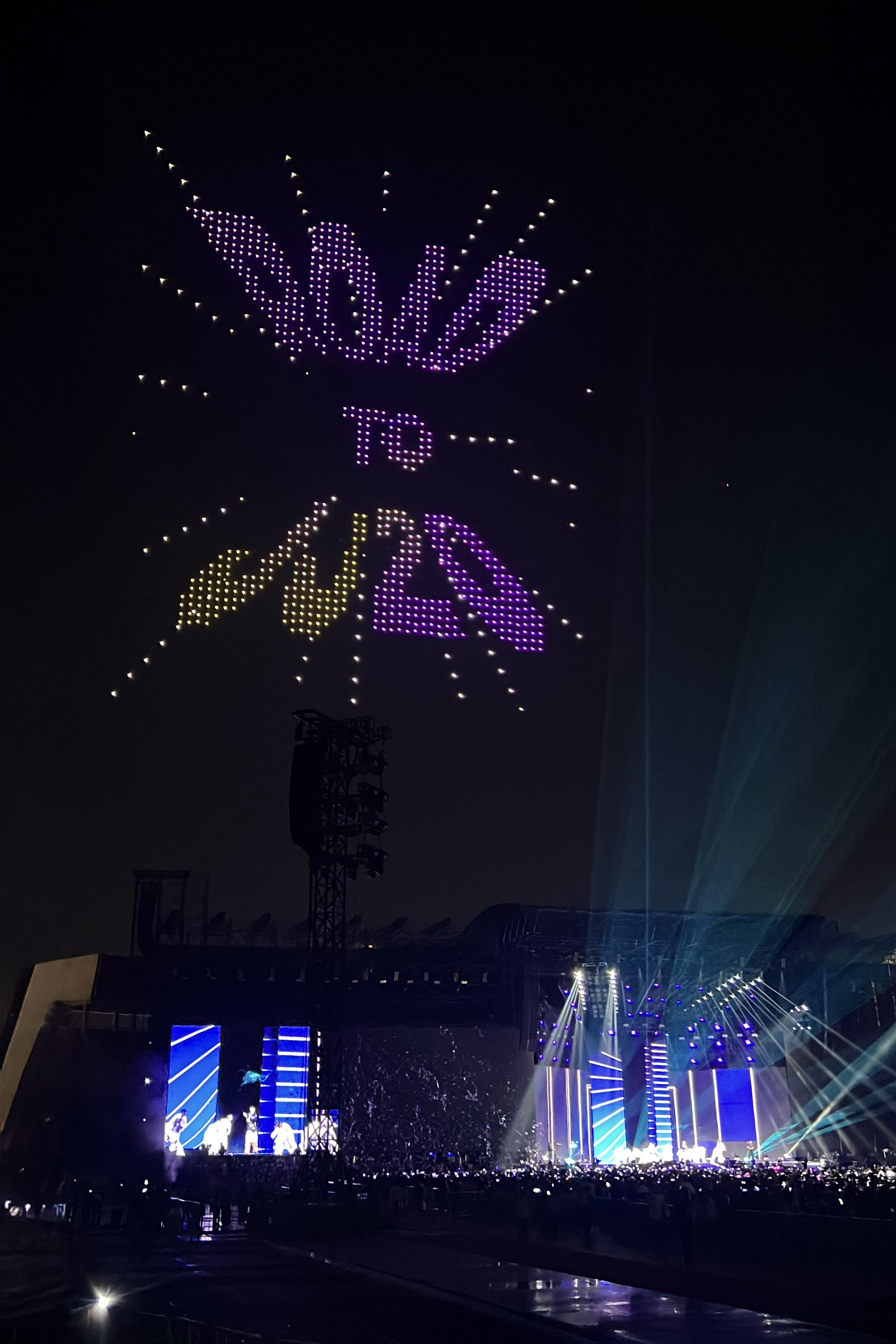
JJ20世界巡回演唱会重庆站无人机表演

此次演唱會以「記憶」、「夢境」、「宇宙」、「完整」及「路程」5個主題來呈現，演出全程近3小時，共41首歌曲。更汇集了来自亚洲各地台前幕后的多元艺术精英团队，除了合作20年的吳慶隆及其領軍的新加坡樂手外，舞蹈由韓國HypeUp舞團編舞演出。而演唱会全程的影像制作则由多达8家视觉制作团队共同完成，貫穿整場演唱會的動漫故事，採自林俊傑從小真實的生活元素，畫出了小時候林俊傑及他的成長。演唱會製作團隊「必應創造」在制作和技术支持方面非常专业，會確保在不同規模的場地演出時，都能隨之調整並展現傑出的演出作品，整套演出能配合世界各城市規模多變的場館，小到8千、大至容納8萬人。製作團隊為了能讓林俊傑與粉絲互動，舞台特别设计了2个全自动旋转升降台，轉出時可讓林俊傑與歌迷更加貼近，最後旋轉台連成「一直線」，也可完美搭配「Road to JJ20」的概念。
除了常规的舞台机关设计，巡演也在进行中不断进阶，其中，台北站和香港站施放煙火表演。2023年度北美场次及后续场次均设置延伸舞台。南京站为配合体育场横向尺寸，搭建超过125米宽度的舞台大屏，是巡演最大屏幕和最宽跨度的舞台。2023年度最终场南宁站首次解锁300架无人机表演，2024年度太原站和青岛站，又再次安排千架应援，并且根据不同城市设定不同图案效果。苏州站首次解锁冷焰火特效，并且在后续南昌、哈尔滨、兰州等地沿用。厦门站在内场设置了环绕一周的灯光，将整个白鹭体育场上空的环绕棚顶全部“点亮”，随着整体舞美和灯光的变幻而变化，打造成美轮美奂的“幻彩天幕”。重庆站全场舞美进阶最顶配置，环内场氛围灯旁放置了超过120门彩带礼花炮和超过120架高压水炮，三晚累计超过26组由1200架无人机编队带来的巨幅画面，将体育场上方的夜空也变成整体舞美的一部分。

## 门票
在中国大陆，除了通过大麦和猫眼APP进行门票发售外，演唱会的出品方还推出了官方APP“JJ20”，用于门票销售和信息发布。为了抵制黄牛倒卖门票，该APP设置了必须答对5道关于林俊杰的问题才能完成购票的机制，每题限时30秒。尽管这一措施在一定程度上遏制了黄牛行为，但一些黄牛通过与大学生合作，利用他们背诵答案来以“代拍”的方式继续进行门票的倒卖。
2024年4月19日，为了进一步抵制黄牛，"JJ20"APP在哈尔滨站巡演门票发售前进行了更新，增加了购票权限限制功能，每位用户都需要绑定一个固定的设备才能购票。通过这些技术手段，出品方力求确保每张票都能直接到达真正的粉丝和歌迷手中。因此，林俊杰也被网友誉为“黄牛克星”。
| JJ20各场次门票发售日期、发售时间、售票平台及票价信息 | JJ20各场次门票发售日期、发售时间、售票平台及票价信息         | JJ20各场次门票发售日期、发售时间、售票平台及票价信息                       | JJ20各场次门票发售日期、发售时间、售票平台及票价信息 | JJ20各场次门票发售日期、发售时间、售票平台及票价信息                            |
| 城市                                                 | 开售日期                                                     | 开售时间                                                                   | 售票平台                                             | 票价                                                                            |
| ---------------------------------------------------- | ------------------------------------------------------------ | -------------------------------------------------------------------------- | ---------------------------------------------------- | ------------------------------------------------------------------------------- |
| 新加坡                                               | 2022年7月28日                                                | 下午6时正 （新加坡標準時間）                                               | Ticketmaster SingPost                                | S$348、S$288、S$228、S$188、S$148、S$348（视野不佳）、S$148（视野不佳）         |
| 台北（桃园）                                         | 2022年8月31日 2022年9月9日（加场）                           | 中午12时正 （台湾标准时间）                                                | KKTIX 全家FamiPort                                   | NT$4,600、NT$3,800、NT$3,200、NT$2,600、NT$2,000、NT$1,200、NT$800              |
| 吉隆坡                                               | 2022年9月21日                                                | 上午10时正 （马来西亚标准时间）                                            | TicketCharge                                         | RM888、RM688、RM588、RM488、RM388、RM288、RM288（视野不佳）                     |
| 墨尔本                                               | 2022年12月12日                                               | 上午11时正 （澳大利亚东部标准时间）                                        | Ticketek                                             | A$398、A$298、A$248、A$188、A$148、A$98                                         |
| 悉尼                                                 | 2022年12月12日                                               | 上午11时正 （澳大利亚东部标准时间）                                        | Ticketek                                             | A$398、A$298、A$248、A$188、A$148、A$98                                         |
| 拉斯维加斯                                           | 2022年12月20日 2023年1月7日（加场）                          | 上午10时正 （太平洋时区）                                                  | AXS                                                  | US$448、US$398、US$338、US$298、US$248、US$208、US$168、US$138                  |
| 纽约                                                 | 2022年12月20日 2023年1月9日（加场）                          | 下午1时正 （北美东部时区）                                                 | SeatGeek                                             | US$398、US$338、US$298、US$248、US$208、US$168、US$138、US$98                   |
| 圣何塞                                               | 2022年12月27日                                               | 上午10时正 （太平洋时区）                                                  | Ticketmaster                                         | US$448、US$388、US$328、US$268、US$228、US$188                                  |
| 西雅图                                               | 2023年1月4日                                                 | 上午10时正 （太平洋时区）                                                  | Ticketmaster                                         | US$398、US$348、US$248、US$198、US$178、US$148                                  |
| 康州（安卡斯维尔）                                   | 2022年1月6日                                                 | 下午1时正 （北美东部时区）                                                 | IEMshowPlace                                         | US$398、US$338、US$298、US$278、US$178                                          |
| 多伦多                                               | 2023年1月8日 2023年1月17日（加场）                           | 下午1时正 （北美东部时区）                                                 | Ticketmaster                                         | C$468、C$388、C$338、C$288、C$228、C$128                                        |
| 香港                                                 | 2023年1月17日 2023年1月26日（加场） 2023年2月2日（终极加场） | 上午11时正 （香港标准时间）                                                | KKTIX                                                | HK$1380、HK$1080、HK$880、HK$580                                                |
| 伦敦                                                 | 2023年2月8日 2023年5月1日（加场）                            | 下午1时正 （格林尼治标准时间）                                             | AXS                                                  | €358、 €288、€238、€188、€148、 €98                                             |
| 巴黎                                                 | 2023年2月9日                                                 | 下午1时正 （欧洲中部时间）                                                 | AccorArena                                           | €358、 €288、€238、€188、€148、 €98                                             |
| 广州                                                 | 2023年7月10日                                                | 晚上8时正（第一场） 晚上8时30分（第二场） （北京时间）                     | 大麦 猫眼 JJ20                                       | CN¥1,820、CN¥1,320、CN¥820、CN¥620、CN¥320                                      |
| 上海                                                 | 2023年8月3日                                                 | 晚上8时正（第一场） 晚上8时30分（第二场） （北京时间）                     | 大麦 猫眼                                            | CN¥1,820、CN¥1,320、CN¥820、CN¥620、CN¥320                                      |
| 南宁                                                 | 2023年8月15日                                                | 晚上8时正（第一场） 晚上8时30分（第二场） （北京时间）                     | 大麦 猫眼 JJ20                                       | CN¥1,820、CN¥1,320、CN¥820、CN¥620、CN¥320                                      |
| 北京                                                 | 2023年8月26日                                                | 晚上8时正（第一场） 晚上8时30分（第二场） 晚上9时正（第三场） （北京时间） | 大麦 猫眼 JJ20                                       | CN¥1,820、CN¥1,320、CN¥820、CN¥620、CN¥320                                      |
| 武汉                                                 | 2023年9月20日                                                | 晚上8时正（第一场） 晚上8时30分（第二场） （北京时间）                     | 大麦 猫眼 JJ20                                       | CN¥1,820、CN¥1,320、CN¥820、CN¥620、CN¥320                                      |
| 南京                                                 | 2023年9月21日                                                | 晚上8时正（第一场） 晚上8时30分（第二场） （北京时间）                     | 大麦 猫眼 JJ20                                       | CN¥1,820、CN¥1,320、CN¥820、CN¥620、CN¥320                                      |
| 咸阳                                                 | 2023年10月7日                                                | 晚上8时正（第一场） 晚上8时30分（第二场） （北京时间）                     | 大麦 猫眼 JJ20                                       | CN¥1,820、CN¥1,320、CN¥820、CN¥620、CN¥320                                      |
| 成都                                                 | 2024年1月12日                                                | 晚上8时正（第一场） 晚上8时30分（第二场） （北京时间）                     | 大麦 猫眼 JJ20                                       | CN¥1,880、CN¥1,580、CN¥1,380、CN¥980、CN¥680、CN¥380                            |
| 杭州                                                 | 2024年1月30日                                                | 晚上8时正（第一场） 晚上8时30分（第二场） （北京时间）                     | 大麦 猫眼 JJ20                                       | CN¥1,880、CN¥1,580、CN¥1,380、CN¥980、CN¥680、CN¥380                            |
| 福州                                                 | 2024年1月24日                                                | 晚上8时正（第一场） 晚上8时30分（第二场） （北京时间）                     | 大麦 猫眼 JJ20                                       | CN¥1,880、CN¥1,580、CN¥1,380、CN¥980、CN¥680、CN¥380                            |
| 天津                                                 | 2024年2月2日                                                 | 晚上8时正（第一场） 晚上8时30分（第二场） （北京时间）                     | 大麦 猫眼 JJ20                                       | CN¥1,880、CN¥1,580、CN¥1,380、CN¥980、CN¥680、CN¥380                            |
| 深圳                                                 | 2024年3月6日                                                 | 晚上8时正（第一场） 晚上8时30分（第二场） （北京时间）                     | 大麦 猫眼 JJ20                                       | CN¥1,880、CN¥1,580、CN¥1,380、CN¥980、CN¥680、CN¥380                            |
| 济南                                                 | 2024年3月12日                                                | 晚上8时正（第一场） 晚上8时30分（第二场） （北京时间）                     | 大麦 猫眼 JJ20                                       | CN¥1,880、CN¥1,580、CN¥1,380、CN¥980、CN¥680、CN¥380                            |
| 苏州                                                 | 2024年3月18日                                                | 晚上8时正（第一场） 晚上8时30分（第二场） （北京时间）                     | 大麦 猫眼 JJ20                                       | CN¥1,880、CN¥1,580、CN¥1,380、CN¥980、CN¥680、CN¥380                            |
| 贵阳                                                 | 2024年4月1日                                                 | 晚上6时正（第一场） 晚上6时30分（第二场） （北京时间）                     | 大麦 猫眼 JJ20                                       | CN¥1,880、CN¥1,580、CN¥1,380、CN¥980、CN¥680、CN¥380                            |
| 南昌                                                 | 2024年5月6日                                                 | 晚上8时正（第一场） 晚上8时30分（第二场） （北京时间）                     | 大麦 猫眼 JJ20                                       | CN¥1,880、CN¥1,580、CN¥1,380、CN¥980、CN¥680、CN¥380                            |
| 哈尔滨                                               | 2024年4月23日                                                | 晚上8时正（第一场） 晚上8时30分（第二场） （北京时间）                     | 大麦 猫眼 JJ20                                       | CN¥1,880、CN¥1,580、CN¥1,380、CN¥980、CN¥680、CN¥380                            |
| 兰州                                                 | 2024年5月13日                                                | 晚上8时正（第一场） 晚上8时30分（第二场） （北京时间）                     | 大麦 猫眼 JJ20                                       | CN¥1,880、CN¥1,580、CN¥1,380、CN¥980、CN¥680、CN¥380                            |
| 太原                                                 | 2024年6月25日                                                | 晚上8时正（第一场） 晚上8时30分（第二场） （北京时间）                     | 大麦 猫眼 JJ20                                       | CN¥1,880、CN¥1,580、CN¥1,380、CN¥980、CN¥680、CN¥380                            |
| 郑州                                                 | 2024年7月3日                                                 | 晚上8时正（第一场） 晚上8时30分（第二场） （北京时间）                     | 大麦 猫眼 JJ20                                       | CN¥1,880、CN¥1,580、CN¥1,380、CN¥980、CN¥680、CN¥380                            |
| 雅加达                                               | 2024年7月17日                                                | 上午10时正 （印度尼西亚西部时间）                                          | BookMyShow JJ20                                      | Rp5,000、Rp3,800、Rp3,600、Rp2,950、Rp2,700、Rp2,400、Rp2,200、Rp2,000、Rp1,800 |
| 青岛                                                 | 2024年7月26日                                                | 晚上8时正（第一场） 晚上8时30分（第二场） （北京时间）                     | 大麦 猫眼 JJ20                                       | CN¥1,880、CN¥1,580、CN¥1,380、CN¥980、CN¥680、CN¥380                            |
| 厦门                                                 | 2024年8月7日                                                 | 晚上8时正（第一场） 晚上8时30分（第二场） （北京时间）                     | 大麦 猫眼 JJ20                                       | CN¥1,880、CN¥1,580、CN¥1,380、CN¥980、CN¥680、CN¥380                            |
| 东京（横滨）                                         | 2024年8月20日                                                | 晚上8时正 （日本标准时间）                                                 | Ticket Pia 大麦 JJ20                                 | JP¥48,000、JP¥38,000、JP¥28,000、JP¥18,000                                      |
| 曼谷                                                 | 2024年8月21日                                                | 晚上8时正 （泰国标准时间）                                                 | Thaiticketmajor 大麦 JJ20                            | ฿11,000、฿8,000、฿6,000、฿4,000                                                 |
| 重庆                                                 | 2024年9月13日                                                | 晚上8时正（第一场） 晚上8时30分（第二场） 晚上9时正（第三场） （北京时间） | 大麦 猫眼 JJ20                                       | CN¥1,880、CN¥1,580、CN¥1,380、CN¥980、CN¥680、CN¥380                            |

## 商業表現

### 票房
巡演於2022年11月從新加坡起跑，而後登陸全球多個城市開唱，觀眾反應熱烈而頻頻售罄至加場，亦締造諸多票房佳绩。2023年2月7日在圣荷西SAP中心的演唱会票房收入为351.8万美元，使林俊杰成为美国历史上首位单场票房超过300万美元的亚洲solo歌手。2023年5月1日在伦敦温布利体育馆的演唱会票房收入达302.2万美元，使林俊杰成为欧洲历史上首位单场票房超过300万美元的亚洲solo歌手。而2023年2月17日、 18日在纽约巴克莱中心的演唱会票房收入668.8万美元，截止2023年6月，根据公开数据显示，该票房收入为华人歌手在北美创造的最高纪录。
2023年4月28日，Pollstar公布“全球20大巡回演唱会“，根据过去三个月内报告的数据，以每个城市的平均票房总额对歌手进行排名，林俊杰以场均276.7万美元，场均10,108人的成绩位列第5名，是唯一上榜亚洲歌手。11月30日，公告牌发布的《THE YEAR IN TOURING 2023》，榜单收录了林俊杰于2023年在欧美地区的其中12场演出，以2910万美元的票房收入位列总榜第90名，是唯一上榜华人歌手。

### 周边产业
2024年4月13日至14日，「JJ20」巡演一连两晚在天津奥林匹克中心体育场唱响，吸引了超10万歌迷齐聚天津，带动了天津旅游产业显著增长。据携程数据，天津旅游订单量同比增26%，环比增48%，综合文旅消费带动约14.8亿元人民币。5月25日、26日，巡演在苏州奥林匹克体育中心体育场呈现，现场观众规模达7万余人次，外地观众近6.1万人次，占比87%；带来直接经济效益4.45亿元，带来间接经济效益7.01亿元、税收2,031余万元，带动文旅消费。SMG快闪店首次空降苏州奥体中心商业广场，销售总额达227万元，Miracle Coffee小奇迹咖啡车销量2万杯，销售额达76万元。

### 首位纪录
- 首位于西雅图开唱的华人歌手[41]（2023年2月11日）
- 首位于纽约巴克莱中心连开2场的华人歌手[42]（2023年2月17日-18日）
- 首位于多伦多可口可乐体育馆连开2场的华人歌手（2023年2月23日-24日）
- 首位于伦敦温布利体育馆连开3场的华人歌手（2023年4月30日-5月2日）
- 首位于咸阳奥体中心体育场连开2场的歌手（2023年10月28日-29日）
- 首位于南宁广西体育中心体育场连开2场的歌手（2023年12月9日-10日）
- 首位于杭州奥体中心体育场连开2场的歌手[21]（2024年3月16日-17日）
- 首位于哈尔滨国际会展体育中心体育场连开2场的歌手[43]（2024年6月23日-24日）
- 首位于雅加达印尼体育馆开唱的华人歌手（2024年8月24日）

## 奖项与评价
2023年1月11日，巡演以高水准表演受到英国权威杂志《TPi》报道，总编辑更由伦敦飞台湾，亲自专访幕后制作团队，并在文章中提到：“林俊杰透过14张音乐专辑的精髓与鼓舞未来的精神，带给观众高水准的视听飨宴”。9月20日，「JJ20世界巡回演唱会」获2023微博音乐盛典「年度推荐演唱会」荣誉。2024年3月21日，中国演出行业协会、大麦、微博、灯塔专业版联合发布《跨越山海，共赴热爱——2023年演出市场大型演唱会年度洞察》，「JJ20世界巡回演唱会」位列大麦场均“想看”数最多的男艺人巡演第2名。同年9月12日，中国音像与数字出版协会发布了《2023年度数字音乐传播与影响力报告》，其中在「年度传播力演唱会TOP10」榜单中，「JJ20世界巡回演唱会」位列第2名。10月，美國繆思設計獎（MUSE Design Awards）公布了2024年度完整的获奖作品名单，「JJ20世界巡回演唱会」荣获灯光设计类铂金奖。11月，瑞士LIT照明設計獎（LIT Lighting Design Awards）公布了第八届获奖者名单，JJ20巡演荣获音乐活动灯光设计奖。12月，伦敦設計獎（London Design Awards）公布了2024年度第二季获奖者名单，JJ20巡演位列其中，获概念设计类铂金奖。2025年3月，巡演再度受到专业肯定，连续获得法国设计奖（French Design Awards）概念设计类铂金奖及美國缪斯创意奖（MUSE Creative Awards）演唱会类铂金奖。

## 曲目
以下列表僅以2022年11月4日新加坡場表演的曲目為代表，具體曲目在其他場次可能出現變化。
VCR 1：記憶
1. 記得
2. 木乃伊
3. 美人魚
4. 茉莉雨
5. 醉赤壁
6. 關鍵詞

VCR 2：夢境
1. 豆漿油條
2. 小酒窩
3. 當你
4. 那些你很冒险的梦 (JJ20版)
5. 因你而在

VCR 3：宇宙Ⅰ
1. 新地球
2. 子彈列車
3. Wonderland＋While I Can
4. 不存在的情人
5. 黑夜問白天
6. 無盡的思念
7. 交換餘生
8. Lose Control
9. Like You Do
10. 不死之身

VCR 4：宇宙Ⅱ
1. 精靈
2. 我還想她
3. 最好是
4. 西界

VCR 5：完整
1. Bedroom
2. Love U U
3. 愛笑的眼睛
4. 可惜沒如果
5. 親愛的陌生人（feat. 蔡宥绮）
6. 倖存者
7. 修煉愛情
8. 將故事寫成我們
9. 江南
10. 不為誰而作的歌

VCR 6：路程（Encore）
1. 7千3百多天
2. 不潮不用花錢
3. 最嚮往的地方
4. The Show
5. 一定會
6. 一千年以後

以下列表僅以2022年12月3日台北（桃園）場表演的曲目為代表，具體曲目在其他場次可能出現變化。
VCR 1：記憶
1. 記得
2. 木乃伊
3. 美人魚
4. 茉莉雨
5. 醉赤壁
6. 關鍵詞

VCR 2：夢境
1. 豆漿油條
2. 小酒窩
3. 當你
4. 那些你很冒险的梦 (JJ20版)
5. 因你而在

VCR 3：宇宙Ⅰ
1. 新地球
2. 子彈列車
3. Wonderland＋While I Can
4. 不存在的情人
5. 交換餘生
6. Like You Do
7. 不死之身

VCR 4：宇宙Ⅱ
1. 我還想她
2. 最好是
3. 西界

VCR 5：完整
1. 翅膀
2. 凍結
3. 她說
4. Love U U
5. 愛笑的眼睛
6. 可惜沒如果
7. 親愛的陌生人（feat. 蔡宥绮）
8. 像我的我（feat. 蔡宥绮）
9. 倖存者
10. 修煉愛情
11. 愛人錯過＋背對背擁抱（feat.告五人）
12. 將故事寫成我們
13. 江南
14. 不為誰而作的歌

VCR 6：路程（Encore）
1. 7千3百多天
2. 不潮不用花錢
3. 最嚮往的地方
4. 偉大的渺小
5. 一定會
6. 一千年以後

以下列表僅以2023年3月17日香港場表演的曲目為代表，具體曲目在其他場次可能出現變化。
VCR 1：記憶
1. 記得
2. 木乃伊
3. 美人魚
4. 茉莉雨
5. 醉赤壁
6. 關鍵詞

VCR 2：夢境
1. 豆漿油條
2. 小酒窩
3. 像我的我（feat. 蔡宥绮）
4. 當你
5. 那些你很冒险的梦 (JJ20版)
6. 因你而在

VCR 3：宇宙Ⅰ
1. 新地球
2. 子彈列車
3. Wonderland＋While I Can
4. 不存在的情人
5. 黑夜問白天
6. 無盡的思念
7. 交換餘生

VCR 4：宇宙Ⅱ
1. Like You Do
2. 不死之身
3. 我還想她
4. 西界

VCR 5：完整
1. 她說
2. Love U U
3. 愛笑的眼睛
4. 可惜沒如果
5. 追
6. 輸了你贏了世界又如何
7. 幸存者
8. 修煉愛情
9. 將故事寫成我們
10. 江南
11. 不為誰而作的歌

VCR 6：路程（Encore）
1. 7千3百多天
2. 不潮不用花錢
3. 最嚮往的地方
4. 偉大的渺小
5. 一定會
6. 一千年以後

以下列表僅以2023年8月19日上海場表演的曲目為代表，具體曲目在其他場次可能出現變化。
VCR 1：記憶
1. 記得
2. 木乃伊
3. 美人魚
4. 茉莉雨
5. 醉赤壁
6. 關鍵詞

VCR 2：夢境
1. 豆漿油條
2. 小酒窩
3. 自画像
4. 告诉我好吗（feat. 蔡宥绮）
5. 當你
6. 那些你很冒险的梦 (JJ20版)
7. 因你而在

VCR 3：宇宙Ⅰ
1. 新地球
2. 子彈列車
3. Wonderland＋While I Can
4. 不存在的情人
5. 黑夜問白天
6. 無盡的思念
7. 交換餘生

VCR 4：宇宙Ⅱ
1. 曹操
2. 不死之身
3. 愿与愁
4. 西界

VCR 5：完整
1. 她說
2. Love U U
3. 翅膀
4. 学不会
5. 裹着心的光
6. 可惜沒如果
7. 倖存者
8. 修煉愛情
9. 將故事寫成我們
10. 江南
11. 不為誰而作的歌

VCR 6：路程（Encore）
1. 逆光白
2. 7千3百多天
3. 不潮不用花錢
4. 孤独娱乐
5. 一千年以後

以下列表僅以2024年3月9日成都場表演的曲目為代表，具體曲目在其他場次可能出現變化。
VCR 1：記憶
1. 记得
2. 木乃伊
3. 美人鱼
4. 西界
5. 醉赤壁
6. 关键词

VCR 2：夢境
1. 豆浆油条
2. 小酒窩
3. 自画像
4. 當你
5. 那些你很冒险的梦 (JJ20版)
6. 丹宁执着
7. 就是我

VCR 3：宇宙Ⅰ
1. 新地球
2. 子彈列車
3. Wonderland＋While I Can
4. 黑夜问白天
5. 交換餘生

VCR 4：宇宙Ⅱ
1. 曹操
2. 黑暗騎士
3. 圣所
4. 愿与愁
5. 我还想她

VCR 5：完整
1. 她說
2. 背对背拥抱
3. 害怕
4. 会有那么一天
5. 可惜沒如果
6. 倖存者
7. 修煉愛情
8. 將故事寫成我們
9. 江南
10. 不為誰而作的歌

VCR 6：路程（Encore）
1. 逆光白
2. 7千3百多天
3. 不潮不用花錢
4. 偉大的渺小
5. 一定会
6. 一千年以後

以下列表僅以2024年8月3日鄭州場表演的曲目為代表，具體曲目在其他場次可能出現變化。
VCR 1：記憶
1. 记得
2. 木乃伊
3. 美人鱼
4. 西界
5. 醉赤壁
6. 关键词

VCR 2：夢境
1. 豆浆油条
2. 小酒窩
3. 自画像
4. 當你
5. 那些你很冒险的梦 (JJ20版)
6. 丹宁执着
7. 就是我

VCR 3：宇宙Ⅰ
1. 新地球
2. 子彈列車
3. Wonderland＋While I Can
4. 黑夜问白天
5. 交換餘生

VCR 4：宇宙Ⅱ
1. 曹操
2. 絕不絕
3. 愿与愁
4. 我还想她

VCR 5：完整
1. 她說
2. 自由不變
3. 翅膀
4. 会有那么一天
5. 生生
6. 可惜沒如果
7. 有夢不難
8. 倖存者
9. 修煉愛情
10. 將故事寫成我們
11. 江南
12. 不為誰而作的歌

VCR 6：路程（Encore）
1. 逆光白
2. 7千3百多天
3. 不潮不用花錢
4. 裹著心的光
5. 一千年以後

- 2022年11月4日-5日，新加坡，與蔡宥绮合唱《親愛的陌生人》[1]。
- 2022年12月3日，桃園，與蔡宥绮合唱《親愛的陌生人》和《像我的我》、與告五人合唱《愛人錯過》和《背對背擁抱》[49]。
- 2022年12月4日，桃園，與蔡宥绮合唱《像我的我》、與周杰倫合唱《可惜沒如果》和《說好不哭》[50]。
- 2022年12月18日，吉隆坡，與蔡宥绮合唱《親愛的陌生人》、與王嘉爾合唱《過》[51]。
- 2023年2月5日，康州，與歐陽娜娜合唱《可惜沒如果》[52]。
- 2023年2月18日，纽约，與Loren Allred合唱《Never Enough》[53]。
- 2023年3月17日，香港，與蔡宥绮合唱《像我的我》[14]。
- 2023年3月18日，香港，與蔡宥绮合唱《像我的我》、與黄贯中合唱《海阔天空》[54]。
- 2023年3月19日，香港，與蔡宥绮合唱《像我的我》。
- 2023年3月24日，香港，與蔡宥绮合唱《像我的我》、与容祖儿合唱《修炼爱情》和《第一百个我》。
- 2023年3月25日，香港，與蔡宥绮合唱《親愛的陌生人》、与郑容和合唱《Checkmate》、郑容和独唱《因為想念》[55]。
- 2023年3月26日，香港，與蔡宥绮合唱《像我的我》、与蔡卓妍合唱《我很想爱他》和《小酒窝》[56]。
- 2023年4月8日，墨尔本，與蔡宥绮合唱《親愛的陌生人》。
- 2023年4月15日，悉尼，與蔡宥绮合唱《像我的我》。
- 2023年4月25日，巴黎，與蔡宥绮合唱《像我的我》。
- 2023年4月30日，伦敦，與蔡宥绮合唱《親愛的陌生人》。
- 2023年5月1日，伦敦，與蔡宥绮合唱《像我的我》。
- 2023年5月2日，伦敦，與蔡宥绮合唱《親愛的陌生人》和《像我的我》。
- 2023年8月19日-20日，上海，與蔡宥绮合唱《告诉我好吗》。
- 2023年9月8日、10日，广州，與蔡宥绮合唱《告诉我好吗》。
- 2023年9月22日，北京，與蔡宥绮合唱《告诉我好吗》、与邓紫棋合唱《手心的蔷薇》、邓紫棋独唱《FIND YOU》。
- 2023年9月23日，北京，與蔡宥绮合唱《告诉我好吗》、与周深合唱《裹着心的光》和《大鱼》。
- 2023年9月24日，北京，與蔡宥绮合唱《告诉我好吗》、与韩红合唱《可惜没如果》和《飞云之下》[57]。
- 2023年10月28日-29日，咸阳，與蔡宥绮合唱《无杂质》[58]。
- 2023年11月11日-12日，南京，與蔡宥绮合唱《像我的我》[30]。
- 2023年11月25日，武汉，與蔡宥绮合唱《像我的我》、与李健合唱《江南》和《传奇》[59]。
- 2023年11月26日，武汉，與蔡宥绮合唱《无杂质》。
- 2023年12月9日，南宁，與蔡宥绮合唱《告诉我好吗》、与李荣浩合唱《可惜没如果》和《年少有为》。
- 2023年12月10日，南宁，與阿杜合唱《曹操》和《他一定很愛你》、與蔡宥绮合唱《无杂质》[18]。
- 2024年3月16日，杭州，與蔡宥绮合唱《酿成想念》。
- 2024年3月17日，杭州，與蔡宥绮合唱《像我的我》[21]。
- 2024年4月13日，天津，與蔡宥绮合唱《像我的我》。
- 2024年4月14日，天津，與蔡宥绮合唱《酿成想念》[60]。
- 2024年5月4日，深圳，與蔡宥绮合唱《像我的我》。
- 2024年5月5日，深圳，與蔡宥绮合唱《酿成想念》。
- 2024年5月11日，济南，與蔡宥绮合唱《无杂质》。
- 2024年5月12日，济南，與蔡宥绮合唱《像我的我》。
- 2024年5月25日，苏州，與蔡宥绮合唱《像我的我》、与胡彦斌合唱《男人KTV》和《黑夜问白天》[31]。
- 2024年5月26日，苏州，與蔡宥绮合唱《无杂质》。
- 2024年6月1日，南昌，與蔡宥绮合唱《无杂质》。
- 2024年6月2日，南昌，與蔡宥绮合唱《像我的我》[61]。
- 2024年6月15日，贵阳，與蔡宥绮合唱《像我的我》。
- 2024年6月16日，贵阳，與蔡宥绮合唱《无杂质》。
- 2024年6月22日，哈尔滨，與蔡宥绮合唱《像我的我》。
- 2024年6月23日，哈尔滨，與蔡宥绮合唱《親愛的陌生人》。
- 2024年8月3日，郑州，與蔡宥绮合唱《像我的我》。
- 2024年8月4日，郑州，與蔡宥绮合唱《无杂质》。
- 2024年8月24日，雅加达，與蔡宥绮合唱《像我的我》。
- 2024年8月31日，太原，與蔡宥绮合唱《无杂质》。
- 2024年9月1日，太原，與蔡宥绮合唱《像我的我》。
- 2024年9月21日-22日，青岛，與蔡宥绮合唱《我不在乎世界如何荒唐》。
- 2024年10月2日，橫濱，與蔡宥綺合唱《無雜質》、與張懷秋合唱《友人說》。
- 2024年10月5日，曼谷，與蔡宥绮合唱《像我的我》、與羅傑夫合唱《修煉愛情》及《Fade(我最愛的就是你)》。
- 2024年10月19日，廈門，與蔡宥绮合唱《像我的我》、與魏如萱合唱《她說》及《你啊你啊》。
- 2024年10月20日，廈門，與蔡宥绮合唱《告訴我好嗎》、與動力火車合唱《除了愛你還能愛誰》及《俯衝的靈魂》。
- 2024年11月1日，重慶，與蔡宥绮合唱《我不在乎世界如何荒唐》。
- 2024年11月2日，重慶，與蔡宥绮合唱《像我的我》、與王源合唱《翅膀》及《流星也為你落下來了》。
- 2024年11月3日，重慶，與蔡宥绮合唱《告訴我好嗎》、與陶喆合唱《修煉愛情》及《愛我還是他》。

- 2022年12月3日，台北第一场起，《精灵》被移除歌单。
- 2022年12月3日，台北第一场起，《黑夜问白天+无尽的思念+交换余生》改成完整版《交换余生》。
- 2022年12月3日，台北第一场起，《The Show》改成《伟大的渺小》。
- 2022年12月18日，吉隆坡，《黑夜问白天+无尽的思念+交换余生》限时回归。
- 2023年1月28日，拉斯维加斯第一场起，《The Show》重新加入歌单，并于《伟大的渺小》同时演唱。
- 2023年1月28日，拉斯维加斯第一场至2023年2月24日，多伦多第二场，《一定会》改成《After The Rain+一定会》。
- 2023年1月29日，拉斯维加斯第二场，在《伟大的渺小》前加码开了点歌环节。
- 2023年2月7日，圣荷西起，《最好是》及《The Show》被移除歌单。
- 2023年3月17日，香港第一场，《黑夜问白天+无尽的思念+交换余生》限时回归。
- 2023年3月17日及19日，香港第一及第三场，在钢琴环节后加码演唱《输了你赢了世界又如何》。
- 2023年3月25及26日，香港第五及第六场，《伟大的渺小+一定会》改成《输了你赢了世界又如何》。
- 2023年3月26日，香港第六场，为配合与嘉宾蔡卓妍合唱，《小酒窝》被移至钢琴环节后演唱。
- 2023年3月26日，香港第六场，在《一千年以后》之后加码二安，并开了点歌环节且多唱了一遍《一千年以后》。
- 2023年4月25日，巴黎起，《我还想她》改成《愿与愁》。
- 2023年4月25日，巴黎起，《伟大的渺小+一定会》改成《孤独娱乐》。
- 2023年5月2日，伦敦第三场，以《波间带》开唱，并且在《记得》之前加码开了点歌环节。
- 2023年5月2日，伦敦第三场，未演唱《西界》。
- 2023年5月2日，伦敦第三场，《孤独娱乐》改成《输了你赢了世界又如何》。
- 2023年5月2日，伦敦第三场，在《一千年以后》之后加码二安，并开了点歌环节。
- 2023年8月19日，上海第一场起，《小酒窝》改成《小酒窝+自画像》。
- 2023年8月19日，上海第一场起，《Like You Do》改成《曹操》。
- 2023年8月19日，上海第一场起，《7千3百多天+不潮不用花钱+最向往的地方》改成《逆光白+7千3百多天+不潮不用花钱》。
- 2023年8月19日，上海第一场，《黑夜问白天+无尽的思念+交换余生》限时回归。
- 2023年8月19日，上海第一场起，安可倒数第二首歌则《孤独娱乐》、《输了你赢了世界又如何》、《裹着心的光》之间任选一首。
- 2023年8月20日，上海第二场起，《西界》改成《我还想她》。
- 2023年9月10日，广州第二场，安可环节同时演唱了《孤独娱乐》及《输了你赢了世界又如何》两首歌。
- 2023年10月28日，咸阳第一场，安可倒数第二首歌演唱了《起风了》。
- 2023年11月12日，南京第二场，在《小酒窝+自画像》之后加码演唱了《黑色泡沫》。
- 2023年11月25日，武汉第一场，由于与嘉宾李健合唱了《江南》，未演唱《将故事写成我们+江南》。
- 2023年11月26日，武汉第二场，在安可环节之前首播了《自画像》MV。
- 2023年11月26日，武汉第二场，安可倒数第二首歌演唱了《崇拜》。
- 2023年12月9日及10日，南宁第一及第二场，安可倒数第二首歌演唱了《浪漫血液》。
- 2023年12月10日，南宁第二场，为了留出嘉宾合唱时间，未演唱《不死之身》。
- 2024年3月9日，成都第一场起，《茉莉雨》改成《西界》。
- 2024年3月9日，成都第一场起，《因你而在》改成《丹宁执着+就是我》。
- 2024年3月9日，成都第一场起，《不存在的情人》改成《黑夜问白天》。
- 2024年3月9日，成都第一场起，《Lose Control+曹操+不死之身》改成《曹操+黑暗骑士+圣所》。
- 2024年3月9日及16日，成都第一场及杭州第一场，《伟大的渺小+一定会》限时回归安可倒数第二首。
- 2024年3月10日，成都第二场，由于感冒加重状态极差，安可倒数第二首歌被删了。
- 2024年3月10日、16日及17日，成都第二场、杭州第一及第二场，由于感冒状态不佳，《黑夜问白天》限时改回《不存在的情人》。
- 2024年4月13日，天津第一场，在钢琴环节后加码演唱《雪落下的声音》。
- 2024年5月4日及5日，深圳第一及第二场，在《黑夜问白天》后加码演唱《我继续》。
- 2024年5月11日，济南第一场，在钢琴环节后加码演唱《除了爱你还能爱谁》。
- 2024年5月12日，济南第二场，在钢琴环节后加码演唱《裹着心的光》。
- 2024年5月25日，苏州第一场，为配合与嘉宾胡彦斌合唱《黑夜问白天》，常规歌单《黑夜问白天》限时改回《不存在的情人》。
- 2024年7月6日及7日，兰州第一及第二场，在《曹操》和《黑暗骑士》之前加码演唱《绝不绝》。
- 2024年8月3日及4日，郑州第一及第二场，《曹操+黑暗骑士+圣所》改成《曹操+绝不绝》。
- 2024年8月3日及4日，郑州第一及第二场，未演唱《子弹列车》。
- 2024年8月24日，雅加达起，《曹操+绝不绝》改成《曹操+绝不绝+圣所》。
- 2024年10月2日，横滨，《丹宁执着+就是我》限定改成《我们的爱》。
- 2024年10月5日，曼谷，未演唱《幸存者》。
- 2024年10月5日，曼谷，在《一千年以后》之后加码二安，并在包厢演唱了《裹着心的光》。
- 2024年11月1日，重庆第一场，《丹宁执着+就是我》限定改成《不能说的秘密+星晴》。
- 2024年11月1日，重庆第一场，安可倒数第二首歌演唱了《不流泪的机场》。
- 2024年11月2日，重庆第二场，安可倒数第二首歌演唱了《崇拜》。
- 2024年11月3日，重庆第三场，《丹宁执着+就是我》限定改成《因你而在》。
- 2024年11月3日，重庆第三场，未演唱《幸存者》。
- 2024年11月3日，重庆第三场，在《一千年以后》之后加码二安，并演唱了《裹着心的光》。

## 場次列表
| 場次 | 日期           | 國家／地區 | 城市             | 場館                            | 观众人数   | 票房收入 （美元） | 嘉宾             |
| ---- | -------------- | ---------- | ---------------- | ------------------------------- | ---------- | ----------------- | ---------------- |
| 1    | 2022年11月4日  | 新加坡     | 新加坡           | 新加坡國家體育場                | 60,000     | 未知              | 蔡宥綺           |
| 2    | 2022年11月5日  | 新加坡     | 新加坡           | 新加坡國家體育場                | 60,000     | 未知              | 蔡宥綺           |
| 3    | 2022年12月3日  | 臺灣       | 桃園             | 桃園國際棒球場                  | 50,000     | 未知              | 蔡宥綺、告五人   |
| 4    | 2022年12月4日  | 臺灣       | 桃園             | 桃園國際棒球場                  | 50,000     | 未知              | 蔡宥綺、周杰倫   |
| 5    | 2022年12月18日 | 马来西亚   | 吉隆坡           | 武吉加里尔国家体育场            | 30,000     | 未知              | 蔡宥綺、王嘉爾   |
| 6    | 2023年1月28日  | 美国       | 拉斯维加斯       | 米高梅大花园体育馆              | 16,199     | $4,929,982        | —                |
| 7    | 2023年1月29日  | 美国       | 拉斯维加斯       | 米高梅大花园体育馆              | 16,199     | $4,929,982        | —                |
| 8    | 2023年2月5日   | 美国       | 安卡斯維爾       | 康州金神体育馆                  | 5,800      | $1,603,214        | 歐陽娜娜         |
| 9    | 2023年2月7日   | 美国       | 圣荷西           | 聖荷西SAP中心                   | 10,767     | $3,518,496        | —                |
| 10   | 2023年2月11日  | 美国       | 西雅图           | 氣候宣言競技場                  | 11,403     | $3,019,115        | —                |
| 11   | 2023年2月17日  | 美国       | 纽约             | 巴克萊中心                      | 24,889     | $6,688,062        | —                |
| 12   | 2023年2月18日  | 美国       | 纽约             | 巴克萊中心                      | 24,889     | $6,688,062        | 洛伦·奥尔雷德    |
| 13   | 2023年2月23日  | 加拿大     | 多伦多           | 可口可樂體育館                  | 13,066     | $3,301,483        | —                |
| 14   | 2023年2月24日  | 加拿大     | 多伦多           | 可口可樂體育館                  | 13,066     | $3,301,483        | —                |
| 15   | 2023年3月17日  | 香港       | 香港             | 中環海濱活動空間                | 120,000    | 未知              | 蔡宥绮           |
| 16   | 2023年3月18日  | 香港       | 香港             | 中環海濱活動空間                | 120,000    | 未知              | 蔡宥绮、黄贯中   |
| 17   | 2023年3月19日  | 香港       | 香港             | 中環海濱活動空間                | 120,000    | 未知              | 蔡宥绮           |
| 18   | 2023年3月24日  | 香港       | 香港             | 中環海濱活動空間                | 120,000    | 未知              | 蔡宥绮、容祖兒   |
| 19   | 2023年3月25日  | 香港       | 香港             | 中環海濱活動空間                | 120,000    | 未知              | 蔡宥绮、鄭容和   |
| 20   | 2023年3月26日  | 香港       | 香港             | 中環海濱活動空間                | 120,000    | 未知              | 蔡宥绮、蔡卓妍   |
| 21   | 2023年4月8日   |            | 墨尔本           | 罗德·拉沃竞技场                 | 10,535     | $2,137,082        | 蔡宥绮           |
| 22   | 2023年4月15日  | 悉尼       | 庫多斯銀行體育館 | 11,806                          | $2,388,180 |                   | 蔡宥绮           |
| 23   | 2023年4月25日  | 法國       | 巴黎             | 雅高體育館                      | 12,344     | $2,771,203        | 蔡宥绮           |
| 24   | 2023年4月30日  | 英国       | 伦敦             | 溫布利體育館                    | 20,833     | $6,704,462        | 蔡宥绮           |
| 25   | 2023年5月1日   | 英国       | 伦敦             | 溫布利體育館                    | 20,833     | $6,704,462        | 蔡宥绮           |
| 26   | 2023年5月2日   | 英国       | 伦敦             | 溫布利體育館                    | 20,833     | $6,704,462        | 蔡宥绮           |
| 27   | 2023年8月19日  | 中国大陆   | 上海             | 虹口足球场                      | 60,000     | 未知              | 蔡宥绮           |
| 28   | 2023年8月20日  | 中国大陆   | 上海             | 虹口足球场                      | 60,000     | 未知              | 蔡宥绮           |
| 29   | 2023年9月8日   | 中国大陆   | 广州             | 天河体育中心体育场              | 80,000     | 未知              | 蔡宥绮           |
| 30   | 2023年9月10日  | 中国大陆   | 广州             | 天河体育中心体育场              | 80,000     | 未知              | 蔡宥绮           |
| 31   | 2023年9月22日  | 中国大陆   | 北京             | 國家體育場 (鸟巢)               | 180,000    | 未知              | 蔡宥绮、邓紫棋   |
| 32   | 2023年9月23日  | 中国大陆   | 北京             | 國家體育場 (鸟巢)               | 180,000    | 未知              | 蔡宥绮、周深     |
| 33   | 2023年9月24日  | 中国大陆   | 北京             | 國家體育場 (鸟巢)               | 180,000    | 未知              | 蔡宥绮、韩红     |
| 34   | 2023年10月28日 | 中国大陆   | 咸阳             | 咸阳奥体中心体育场              | 80,000     | 未知              | 蔡宥绮           |
| 35   | 2023年10月29日 | 中国大陆   | 咸阳             | 咸阳奥体中心体育场              | 80,000     | 未知              | 蔡宥绮           |
| 36   | 2023年11月11日 | 中国大陆   | 南京             | 南京奥体中心体育场              | 70,000     | 未知              | 蔡宥绮           |
| 37   | 2023年11月12日 | 中国大陆   | 南京             | 南京奥体中心体育场              | 70,000     | 未知              | 蔡宥绮           |
| 38   | 2023年11月25日 | 中国大陆   | 武汉             | 武汉五环体育中心体育场          | 70,000     | 未知              | 蔡宥绮、李健     |
| 39   | 2023年11月26日 | 中国大陆   | 武汉             | 武汉五环体育中心体育场          | 70,000     | 未知              | 蔡宥绮           |
| 40   | 2023年12月9日  | 中国大陆   | 南宁             | 广西体育中心体育场              | 80,000     | 未知              | 蔡宥绮、李荣浩   |
| 41   | 2023年12月10日 | 中国大陆   | 南宁             | 广西体育中心体育场              | 80,000     | 未知              | 蔡宥绮、阿杜     |
| 42   | 2024年3月9日   | 中国大陆   | 成都             | 东安湖体育公园主体育场          | 80,000     | 未知              | —                |
| 43   | 2024年3月10日  | 中国大陆   | 成都             | 东安湖体育公园主体育场          | 80,000     | 未知              | —                |
| 44   | 2024年3月16日  | 中国大陆   | 杭州             | 杭州奧體中心體育場（大莲花）    | 120,000    | 未知              | 蔡宥绮           |
| 45   | 2024年3月17日  | 中国大陆   | 杭州             | 杭州奧體中心體育場（大莲花）    | 120,000    | 未知              | 蔡宥绮           |
| 46   | 2024年3月30日  | 中国大陆   | 福州             | 福州海峡奥林匹克体育中心体育场  | 90,000     | 未知              | —                |
| 47   | 2024年3月31日  | 中国大陆   | 福州             | 福州海峡奥林匹克体育中心体育场  | 90,000     | 未知              | —                |
| 48   | 2024年4月13日  | 中国大陆   | 天津             | 天津奥体中心体育场              | 100,000    | 未知              | 蔡宥绮           |
| 49   | 2024年4月14日  | 中国大陆   | 天津             | 天津奥体中心体育场              | 100,000    | 未知              | 蔡宥绮           |
| 50   | 2024年5月4日   | 中国大陆   | 深圳             | 深圳大运中心体育场              | 100,000    | 未知              | 蔡宥绮           |
| 51   | 2024年5月5日   | 中国大陆   | 深圳             | 深圳大运中心体育场              | 100,000    | 未知              | 蔡宥绮           |
| 52   | 2024年5月11日  | 中国大陆   | 济南             | 济南奥林匹克体育中心体育场      | 100,000    | 未知              | 蔡宥绮           |
| 53   | 2024年5月12日  | 中国大陆   | 济南             | 济南奥林匹克体育中心体育场      | 100,000    | 未知              | 蔡宥绮           |
| 54   | 2024年5月25日  | 中国大陆   | 苏州             | 苏州奥林匹克体育中心体育场      | 80,000     | 未知              | 蔡宥绮、胡彦斌   |
| 55   | 2024年5月26日  | 中国大陆   | 苏州             | 苏州奥林匹克体育中心体育场      | 80,000     | 未知              | 蔡宥绮           |
| 56   | 2024年6月1日   | 中国大陆   | 南昌             | 南昌国际体育中心体育场          | 100,000    | 未知              | 蔡宥绮           |
| 57   | 2024年6月2日   | 中国大陆   | 南昌             | 南昌国际体育中心体育场          | 100,000    | 未知              | 蔡宥绮           |
| 58   | 2024年6月15日  | 中国大陆   | 贵阳             | 贵阳奥林匹克体育中心体育场      | 90,000     | 未知              | 蔡宥绮           |
| 59   | 2024年6月16日  | 中国大陆   | 贵阳             | 贵阳奥林匹克体育中心体育场      | 90,000     | 未知              | 蔡宥绮           |
| 60   | 2024年6月22日  | 中国大陆   | 哈尔滨           | 哈尔滨国际会展体育中心体育场    | 80,000     | 未知              | 蔡宥绮           |
| 61   | 2024年6月23日  | 中国大陆   | 哈尔滨           | 哈尔滨国际会展体育中心体育场    | 80,000     | 未知              | 蔡宥绮           |
| 62   | 2024年7月6日   | 中国大陆   | 兰州             | 兰州奥体中心玫瑰体育场          | 80,000     | 未知              | —                |
| 63   | 2024年7月7日   | 中国大陆   | 兰州             | 兰州奥体中心玫瑰体育场          | 80,000     | 未知              | —                |
| 64   | 2024年8月3日   | 中国大陆   | 郑州             | 郑州奥林匹克体育中心体育场      | 80,000     | 未知              | 蔡宥绮           |
| 65   | 2024年8月4日   | 中国大陆   | 郑州             | 郑州奥林匹克体育中心体育场      | 80,000     | 未知              | 蔡宥绮           |
| 66   | 2024年8月24日  | 印度尼西亞 | 雅加达           | 印度尼西亞體育館                | 8,000      | 未知              | 蔡宥绮           |
| 67   | 2024年8月31日  | 中国大陆   | 太原             | 山西体育中心体育场              | 100,000    | 未知              | 蔡宥绮           |
| 68   | 2024年9月1日   | 中国大陆   | 太原             | 山西体育中心体育场              | 100,000    | 未知              | 蔡宥绮           |
| 69   | 2024年9月21日  | 中国大陆   | 青岛             | 青岛市民健身中心海之沙体育场    | 100,000    | 未知              | 蔡宥绮           |
| 70   | 2024年9月22日  | 中国大陆   | 青岛             | 青岛市民健身中心海之沙体育场    | 100,000    | 未知              | 蔡宥绮           |
| 71   | 2024年10月2日  | 日本       | 横滨             | 横滨K-Arena                     | 20,000     | 未知              | 蔡宥绮、張懷秋   |
| 72   | 2024年10月5日  | 泰國       | 曼谷             | IMPACT Arena                    | 未知       | 未知              | 蔡宥绮、罗杰夫   |
| 73   | 2024年10月19日 | 中国大陆   | 厦门             | 厦门奥林匹克体育中心-白鹭体育场 | 100,000    | 未知              | 蔡宥绮、魏如萱   |
| 74   | 2024年10月20日 | 中国大陆   | 厦门             | 厦门奥林匹克体育中心-白鹭体育场 | 100,000    | 未知              | 蔡宥绮、动力火车 |
| 75   | 2024年11月1日  | 中国大陆   | 重庆             | 重庆市奥林匹克体育中心体育场    | 120,000    | 未知              | 蔡宥绮           |
| 76   | 2024年11月2日  | 中国大陆   | 重庆             | 重庆市奥林匹克体育中心体育场    | 120,000    | 未知              | 蔡宥绮、王源     |
| 77   | 2024年11月3日  | 中国大陆   | 重庆             | 重庆市奥林匹克体育中心体育场    | 120,000    | 未知              | 蔡宥绮、陶喆     |

| 場次 | 日期           | 國家／地區     | 城市            | 場館                 | 观众人数 | 票房收入 （美元） | 嘉宾                      |
| ---- | -------------- | -------------- | --------------- | -------------------- | -------- | ----------------- | ------------------------- |
| 78   | 2024年12月28日 | 新加坡         | 新加坡          | 新加坡國家體育場     | 60,000   | 未知              | JasmineSokko楚晴          |
| 79   | 2024年12月29日 | 新加坡         | 新加坡          | 新加坡國家體育場     | 60,000   | 未知              | JasmineSokko楚晴          |
| 80   | 2025年2月8日   | 美国           | 英格爾伍德      | 起亞論壇體育館       | 未知     | 未知              | JasmineSokko楚晴          |
| 81   | 2025年2月15日  | 加拿大         | 多伦多          | 豐業銀行體育館       | 14,100   | $2,981,826        | JasmineSokko楚晴、Rozette |
| 82   | 2025年2月19日  | 美国           | 旧金山          | 大通中心             | 11,634   | $2,884,352        | JasmineSokko楚晴          |
| 83   | 2025年2月22日  | 美国           | 纽约            | 巴克萊中心           | 13,199   | $3,172,159        | JasmineSokko楚晴          |
| 84   | 2025年2月26日  | 美国           | 波士顿          | 阿甘尼斯体育馆       | 未知     | 未知              | JasmineSokko楚晴          |
| 85   | 2025年3月11日  | 英国           | 伦敦            | O2体育馆             | 未知     | 未知              | JasmineSokko楚晴          |
| 86   | 2025年3月22日  | 法國           | 巴黎            | 巴黎拉德芳斯体育馆   | 25,000   | 未知              | JasmineSokko楚晴          |
| 87   | 2025年4月5日   |                | 悉尼            | 庫多斯銀行體育館     | 11,735   | $2,167,030        | JasmineSokko楚晴          |
| 88   | 2025年4月11日  | 墨尔本         | 罗德·拉沃竞技场 | 未知                 | 未知     |                   | JasmineSokko楚晴          |
| 89   | 2025年5月10日  | 马来西亚       | 吉隆坡          | 武吉加里尔国家体育场 | 50,000   | 未知              | JasmineSokko楚晴、林宇中  |
| 90   | 2025年5月24日  | 香港           | 香港            | 啟德主場館           | 80,000   | 未知              | MC张天赋、蔡宥绮          |
| 91   | 2025年5月25日  | 香港           | 香港            | 啟德主場館           | 80,000   | 未知              | JasmineSokko楚晴、任贤齐  |
| 92   | 2025年6月7日   | 臺灣           | 台北            | 台北大巨蛋           | 80,000   | $8,840,000        | 蔡宥綺、韋禮安            |
| 93   | 2025年6月8日   | 臺灣           | 台北            | 台北大巨蛋           | 80,000   | $8,840,000        | JasmineSokko楚晴、A-Lin   |
| 94   | 2025年6月14日  |                | 仁川            | 迎仕柏综艺馆         | 20,000   | 未知              | JasmineSokko楚晴、金钟国  |
| 95   | 2025年6月15日  | 张怀秋、宋雨琦 | 仁川            | 迎仕柏综艺馆         | 20,000   | 未知              |                           |
| 96   | 2025年6月27日  | 中国大陆       | 北京            | 國家體育場 (鸟巢)    | 500,000  | 未知              | 顏人中、蔡宥绮            |
| 97   | 2025年6月28日  | 中国大陆       | 北京            | 國家體育場 (鸟巢)    | 500,000  | 未知              | 苏慧伦、蔡宥绮            |
| 98   | 2025年6月29日  | 中国大陆       | 北京            | 國家體育場 (鸟巢)    | 500,000  | 未知              | 蔡宥绮、张艺兴            |
| 99   | 2025年7月4日   | 中国大陆       | 北京            | 國家體育場 (鸟巢)    | 500,000  | 未知              | 张怀秋、李玖哲            |
| 100  | 2025年7月5日   | 中国大陆       | 北京            | 國家體育場 (鸟巢)    | 500,000  | 未知              | 张怀秋、A-Lin             |
| 101  | 2025年7月6日   | 中国大陆       | 北京            | 國家體育場 (鸟巢)    | 500,000  | 未知              | 张怀秋、潘玮柏            |
| 102  | 2025年7月11日  | 中国大陆       | 北京            | 國家體育場 (鸟巢)    | 500,000  | 未知              | JasmineSokko楚晴、张信哲  |
| 103  | 2025年7月12日  | 中国大陆       | 北京            | 國家體育場 (鸟巢)    | 500,000  | 未知              | 王心凌、JasmineSokko楚晴  |
| 104  | 2025年7月13日  | 中国大陆       | 北京            | 國家體育場 (鸟巢)    | 500,000  | 未知              | JasmineSokko楚晴、孙燕姿  |

### 场次调整
- 2023年10月28日-29日，西安奥体中心体育场→咸阳奥体中心体育场
- 2024年6月1日-2日，郑州河南省体育中心体育场→南昌國際體育中心體育場

## 人员
| 出品方： - 出品/节目制作－JFJ Productions - 監製－林俊傑、徐佩云 - 运营总监－陳鵬澤 - 藝人經紀－徐佩云 - 执行经纪－孫凡崴 - 艺人助理－彭靖深 - 数字营销执行经纪－陳淑珍 - 數位創意執行製作－萬懷祖 - 行政统筹－郑侑恩 主办单位： - 全程統籌－台北音樂 - 新加坡－飛凡娱乐 - 台北（桃园）－JFJ Productions、覺頂文化 - 吉隆坡－飛凡娱乐 - 北美－環球娛樂制作 - 香港－耀榮文化 - 澳洲－飛凡娱乐、TEG Live - 歐洲－魔音娛樂 - 上海－星华文化演艺 - 广州－狐凯尔娱乐 - 北京－时代立方 - 咸阳－后来文化 - 南京－中奥国际 - 武汉－华耀文化 - 南宁－汇沣添润 - 成都－藝典奧美 - 杭州－火风鼎文化 - 福州－恒成传媒 - 天津－滚石文化 - 深圳－吾爱稻草 - 济南－有朋文化 - 苏州－星华文化演艺 - 南昌－中奥国际 - 贵阳－吾爱稻草 - 哈尔滨－同顺康圆文化 - 兰州－峥嵘岁月 - 郑州－汇沣添润 - 太原－有朋文化 - 青岛－有朋文化 - 雅加达－飛凡有限公司 - 东京（横滨）－魔音娛樂 - 曼谷－魔音娛樂 - 厦门－吾爱稻草 - 重庆－翘楚文化 | 演出团队： - 音乐制作－JFJ Productions - 音樂總監－林俊傑、吳慶隆 - 音乐统筹－黃冠龍 - 編曲－吳慶隆、Troy Laureta、賴暐哲 - 樂隊總監－吳慶隆、黃冠龍、Troy Laureta - 鍵盤－吳慶隆、蔡政勳、Troy Laureta - 吉他－Jamie Wilson、黃冠龍、Mike McLaughlin、林小歐、Andre Frappier - 低音吉他－Shaun Wilson、甯子達、Andy Peterson、Kern Brantley - 鼓－Erik Hargrove、王冠翔、Joseph Otis - 和音－洪俊揚、David Tan、杨佳盈、陈迪雅、李雅微、薛詒丹、李安鈞、陈怀恩 - 小提琴－張暐珊、張暐伃、潘亭如、黃婧芸、劉文心 - 中提琴－袁繹晴、曹澜、荆钰淇、王丹丹 - 大提琴－吳懿庭、庄家欢 - 音樂編程－魏百謙 - 执行制作－黄冠龙、周信廷、蔡宥绮、蔡凯昇 - 舞蹈總監－Ali Lee - 编舞师－Hype Up、Boogie Hop - 舞蹈員 - Hype Up－Jinwoo Baek、Jayb、Chemi、Bell、Notto、Jiya、Yellang Rosy、Hayoung、Myeonghyun、Bari、Jong、Meer.k、Kogen - Boogie Hop－KK、霍火火、妍妍、羽嫣、瑶瑶、格格、Max、邓旭、石头、张宇、小闵、吕仁杰、文辉、Blue-J、罗布、小志、鸽子 演唱會製作主要人员： - 製作人－周佑洋、莊惟惞 - 执行制作人－鐘啟銓 - 執行導演－李宜萤 - 舞台設計－賴德欽、林建辰、謝錦詳（調皮工作室） - 燈光設計－施皓哲（必應創造） - 鐳射設計－夏振捷（華爍雷射） - 音響設計－關民基、黃英忠 - 視覺統籌－翁靖惠、戴婉婷 - 現場導播－劉明峯 - 化妝－高秀雯 - 髮型－Peter Wu - 造型－方綺倫 |

该幕后名单整理自JFJ Productions微博及必應創造YouTube，集結2022、2023及2024年度巡演人员名單，但个别场次人事可能會出現變動。

## 争议
2024年3月9日，在成都站的演唱会中，由于主辦方的原因导致上千名观众被堵在檢票口。尽管演唱會延遲15分鐘開場，但仍有观众未入场，另外演出当天現場有雨，但主辦方未能及時發放雨衣。在最后的致謝環節，不少观众大喊主辦方“倒閉”，然而主办方並未就事件作出回應。成都文廣旅局此前回應稱，經承辦單位藝典奧美取得联系，藝典奧美向主辦及票務方進行核實，票务平台售賣的票數均按照相關規定，超過了85%的比例。此前该场次在2024年1月开售时，有网民表示观看场次变更为林子祥演唱會，平台拒絕辦理退票。票务平台客服表示不存在「跳票」的現象，推測是網民在購買時错误点击造成。
2024年5月9日，江苏省消保委发布文娱演出市场专项报告，文中指出该系列巡回演唱会5月25日苏州场、6月22日哈尔滨场以及4月13日天津场的退票政策不统一。文中还提出，根据《中华人民共和国消费者权益保护法》以及《中华人民共和国民法典》的相关规定，通过格式条款限制消费者权利、加重消费者义务的行为，应属无效条款。

## 外部鏈接
- 林俊杰巡回演唱会的新浪微博
- YouTube上的JJ20世界巡迴演唱會播放列表
- JJ20世界巡回演唱会雅加达站官方网站（页面存档备份，存于）（简体中文）（英文）